# Episodi di Naruto: Shippuden (ottava stagione)
La Saga dei due salvatori (二人の救世主の章?, Futari no kyūseishu no shō) costituisce l'ottava stagione della serie televisiva anime Naruto: Shippuden ed è composta dagli episodi che vanno dal 152 al 175. La regia è di Hayato Date ed è prodotta da TV Tokyo e Studio Pierrot. Gli episodi sono adattati dalla seconda parte del manga di Masashi Kishimoto Naruto e si incentrano sull’assedio di Pain ai danni di Konoha e dello scontro tra quest’ultimo e Naruto Uzumaki.
L'ottava stagione è stata trasmessa in Giappone dal 25 marzo al 26 agosto 2010 su TV Tokyo. In Italia, i primi cinque episodi sono stati trasmessi dal 21 al 25 marzo 2011 sul canale a pagamento Hiro. In chiaro, la stagione è stata trasmessa su Italia 1 dal 18 agosto, compresi i nuovi episodi a partire dal 1º settembre, al 27 ottobre 2012. È stata ritrasmessa integralmente dal 3 al 15 marzo 2015 su Italia 2.
La stagione adotta due sigle di apertura: Sign dei FLOW (episodi 152-153) e Tōmei Datta Sekai (透明だった世界? lett. "Era chiaro al mondo") di Motohiro Hata (episodi 154-175), e tre sigle di chiusura: For You di AZU (episodi 152-153), Jitensha (自転車? lett. "Bicicletta") degli OreSkaBand (episodi 154-166) e Utakata hanabi (うたかた花火? lett. "Effimeri fuochi d'artificio") dei Supercell (episodi 167-175).

## Lista episodi
| Nº  | Titolo italiano Giapponese 「Kanji」 - Rōmaji | In onda        | In onda           |
| Nº  | Titolo italiano Giapponese 「Kanji」 - Rōmaji | Giapponese     | Italiano          |
| 152 | La triste notizia 「悲報」 - Hihō | 25 marzo 2010  | 21 marzo 2011     |
| 152 | Rientrato al villaggio, Naruto riflette sull'incontro avvenuto con Itachi. Per difendere il villaggio da un possibile, futuro attacco di Sasuke, Itachi dona a Naruto un ignoto potere nella speranza che il giorno in cui debba utilizzarlo non si presenti mai. Naruto è certo che Sasuke non farebbe mai del male a Konoha. Dopo avere sigillato il Seicode, Tobi incontra Sasuke, di ritorno dallo scontro con Killer Bee, che rivela di voler attaccare e distruggere il Villaggio della Foglia. Il Raikage riceve la notizia della cattura del fratello mentre, al Villaggio della Foglia, Fukasaku informa Naruto della morte di Jiraiya per mano di Pain. |                |                   |
| 153 | All'ombra del maestro 「師の影を追って」 - Shi no kage o otte | 25 marzo 2010  | 22 marzo 2011     |
| 153 | Naruto è molto abbattuto per la morte del maestro. L'Hokage ordina a Shikamaru di decifrare il codice lasciato da Jiraiya sulla schiena di Fukasaku. Shikamaru chiede a Naruto un aiuto per trovare la chiave che decodifica il codice, ma il ninja è ancora sconvolto a causa della morte del maestro. Così, Shikamaru dice all'amico di continuare a lottare e che, da oggi, saranno loro a fare da maestri alle generazioni successive. Naruto si sente di nuovo motivato e decide, così, di aiutare Shikamaru a decifrare il codice. |                |                   |
| 154 | Decriptato 「暗号解読」 - Angō kaidoku | 8 aprile 2010  | 23 marzo 2011     |
| 154 | L'interrogatorio del ninja della Pioggia catturato e l'autopsia del corpo di Pain recuperato procedono mentre Naruto aiuta Shikamaru e Shiho a decodificare il messaggio di Jiraiya. I tre scoprono che il codice fa riferimento al libro "Tattiche della pomiciata" scritto da Jiraiya. Una volta decodificato il messaggio, riferiscono a Tsunade e Fukasaku che il significato è "Quello vero non è tra loro" e Fukasaku si offre di insegnare a Naruto l'uso della modalità eremitica. |                |                   |
| 155 | La prima sfida 「第一の課題」 - Daīchi no kadai | 8 aprile 2010  | 24 marzo 2011     |
| 155 | Naruto prosegue l'addestramento per imparare ad usare la modalità eremitica, tuttavia, esiste il rischio che l'eccessiva acquisizione di energia naturale possa trasformarlo in un rospo. Fukasaku aiuta Naruto ad evitare che questo avvenga e, successivamente, gli consegna il primo libro scritto da Jiraiya riportando alla mente del ragazzo il suo maestro deceduto. Intanto, i membri dell'Organizzazione Alba scoprono che, quello riportato da Sasuke, non è il vero corpo di Killer Bee ma un semplice tentacolo dell'Hachibi (otto code) mentre Pain e Konan si dirigono verso il Villaggio della Foglia alla ricerca del Kyuubi. |                |                   |
| 156 | L'allievo supera il maestro 「師を超えるとき」 - Shi o koeru toki | 15 aprile 2010 | 25 marzo 2011     |
| 156 | Naruto utilizza la Tecnica Superiore della Moltiplicazione del Corpo per imparare ad accumulare l'energia naturale ed entra, per la prima volta, in modalità eremitica. Intanto, mentre al Villaggio della Nuvola viene organizzata la ricerca di Killer Bee, il Raikage ordina alla Squadra Samui, formata da lei stessa e due allievi di Bee, Karui ed Omoi, di far sapere al Villaggio della Foglia che saranno loro stessi ad trovare ed occuparsi di Sasuke e di informarli, inoltre, della sua intenzione di riunire tutti i Kage per un summit. |                |                   |
| 157 | Assalto a Konoha 「木ノ葉襲撃!」 - Konoha shūgeki! | 22 aprile 2010 | 1º settembre 2012 |
| 157 | Pain e Konan irrompono nel Villaggio della Foglia in cerca di Naruto mentre quest'ultimo sta ultimando il suo addestramento al monte Myoboku. Intanto, i servizi segreti della Foglia cercano di estrarre informazioni dal ninja della Pioggia catturato e Shizune studia gli inserti metallici nel corpo di Pain. Nel frattempo, Sakura e Shikamaru soccorrono alcuni abitanti del villaggio mentre l'Hokage viene informata dell'identità degli invasori ed ordina di far richiamare Naruto. Tuttavia Danzo ucciderà il rospo messaggero destinato a Naruto. |                |                   |
| 158 | Il potere di crederci 「信じる力」 - Shinjiru chikara | 29 aprile 2010 | 8 settembre 2012  |
| 158 | Mentre Konan e Pain tentano di scoprire dove si trova Naruto, Danzo informa Homura e Koharu dell'invasione. Questi ultimi cercano di convincere Tsunade a non fare affidamento su Naruto, ma l'Hokage si arrabbia intimando loro di credere nella forza portante e dicendo che in loro non cìè la volontà del fuoco di Sarutobi. Intanto, mentre Shizune informa Tsunade delle sue scoperte, uno dei corpi di Pain, Deva, attacca Iruka che viene aiutato da Kakashi. |                |                   |
| 159 | Pain contro Kakashi 「ペインVSカカシ」 - Pein tai Kakashi | 6 maggio 2010  | 8 settembre 2012  |
| 159 | Kakashi ingaggia in battaglia Deva-Pain al quale si unisce anche Asura-Pain. Choza e Choji raggiungono Kakashi con alcuni rinforzi, ma questi ultimi vengono subito abbattuti. Kakashi è costretto ad utilizzare il Kamui per salvare Choji da un attacco di Pain esaurendo, così, il suo chakra. Il Jonin sviene ed ha una visione dei suoi vecchi compagni e di suo padre. Nel frattempo, Katsuyu rivela a Tsunade che Kakashi è morto. |                |                   |
| 160 | Il mistero di Pain 「ペインの謎」 - Pein no nazo | 13 maggio 2010 | 9 settembre 2012  |
| 160 | Al monte Myoboku, Fukasaku prova ad unirsi a Naruto per poter utilizzare la modalità eremitica in movimento mentre, al Villaggio della Foglia, il nuovo Mondo Animale di Pain attacca il reparto interrogatorio. Nel frattempo, Fukasaku si rende conto che la Volpe a Nove Code non gli consente di fondersi con Naruto e, al villaggio, Ibiki Morino fronteggia le evocazioni di Pain assieme alla squadra AMBU, ma Pain sembra avere la meglio. |                |                   |
| 161 | Cognome Sarutobi, nome Konohamaru 「姓は猿飛、名は木ノ葉丸!」 - Sei wa Sarutobi, na wa Konohamaru! | 20 maggio 2010 | 15 settembre 2012 |
| 161 | Mentre è alle prese con i soccorsi agli abitanti del villaggio, Konohamaru assiste, di nascosto, all'interrogatorio di due chunin da parte di Mondo Naraka. Il giovane viene scoperto, ma, in suo aiuto, interviene Ebisu, il quale, tenendo impegnato il nemico, cerca di far fuggire il proprio allievo. Quando il jonin sta per essere ucciso, il ragazzo interviene e, dopo un breve scontro, colpisce Naraka con una tecnica insegnatagli da Naruto, il Rasengan. Intanto, Naruto, al monte Myoboku, tenta di accumulare l'energia naturale in movimento fallendo. |                |                   |
| 162 | Il mondo conoscerà il dolore 「世界に痛みを」 - Sekai ni itami o | 27 maggio 2010 | 16 settembre 2012 |
| 162 | Mentre gli scontri proseguono, Deva-Pain raggiunge Tsunade e discute con lei del dolore e del costo della pace. Nel frattempo, il Mondo Umano riesce a scoprire la posizione di Naruto da Shizune strappandole l'anima. Il Pain specializzato nella Kuchiyose (tecnica del richiamo) richiama allora tutti gli altri al di fuori del villaggio per permettere al Pain principale di distruggerlo utilizzando lo Shinra Tensei. Intanto, Naruto e Fukasaku vengono a sapere dell'attacco al Villaggio della Foglia e, una volta pronti per la battaglia, vengono richiamati da Shima al villaggio assieme a Gamakichi, Gamabunta, Gamaken e Gamahiro, non riconoscendo subito Konoha data la devastazione, se non per i visi degli Hokage scolpiti nella montagna. |                |                   |
| 163 | Esplosione! Modalità eremitica 「爆発! 仙人モード」 - Bakuhatsu! Sennin mōdo | 3 giugno 2010  | 16 settembre 2012 |
| 163 | Il Villaggio della Foglia è stato raso al suolo, ma gli abitanti, grazie all'aiuto dell'Hokage e di Katsuyu, sopravvivono. Naruto, assieme ai rospi Shima, Fukasaku, Gamabunta, Gamaken e Gamahiro, inizia il suo scontro con le sei vie di Pain distruggendo il Mondo degli Asura ed atterrando il Mondo dei Preta. Adirato dallo scoprire che anche Pain è stato allievo di Jiraiya, il ninja della Foglia sfodera la sua nuova tecnica, la versione migliorata del Rasenshuriken (Fuuton, Rasenshuriken) in modalità Sennin (eremitica). |                |                   |
| 164 | Modalità eremitica - limite massimo raggiunto! 「危機! 消えた仙人モード」 - Pinchi! Kieta Sennin Mōdo | 10 giugno 2010 | 22 settembre 2012 |
| 164 | Naruto prosegue la sua battaglia contro Pain riuscendo a sconfiggere diversi corpi del suo avversario. Quando la modalità eremitica raggiunge il suo limite, Pain tenta di prendere il controllo dello scontro, ma Naruto richiama un clone dal monte Myoboku e riesce a ritornare in modalità eremitica. Il ragazzo atterra il Mondo dei Preta e sconfigge il Mondo Naraka, ma, prima che riesca ad attaccare anche il Mondo Divino, questo lo respinge con uno Shinra Tensei. Naruto si rende conto di non poter utilizzare, sui corpi rimasti, né le arti marziali, né le arti magiche e di dover, quindi, ricorrere alle arti illusorie dei rospi eremiti Shima e Fukasaku. |                |                   |
| 165 | Volpe a Nove Code, catturata! 「九尾捕獲完了」 - Kyūbi hokaku kanryō | 17 giugno 2010 | 23 settembre 2012 |
| 165 | Mentre Inoichi Yamanaka e gli altri cercano il vero corpo di Pain, Naruto tenta di respingere gli attacchi dei corpi rimasti. Il Mondo dei Preta riesce ad assorbire l'energia naturale dal ragazzo e, non essendo in grado di controllarla, si trasforma in un rospo rimanendo pietrificato. In quel momento, il Mondo Divino uccide Fukasaku prima che riesca a portare a compimento la tecnica illusoria che stava preparando assieme a Shima ed immobilizza Naruto al suolo. Pain spiega a Naruto la sua concezione di pace ed i motivi che lo spingono a catturare i cercoteri ovvero usarli per costruire un'arma capace di distruggere qualsiasi cosa come interi villaggi in pochi secondi per incutere paura e terrore a tal punto da costringere i ninja a smettere di provocare conflitti e vivere in modo pacifico seppur Naruto gli ribatta che quella non è pace ma una pace apparente ma a Pain non importa lui preferisce così infatti per Pain solo con il dolore, il terrore e la paura facendo soffrire gli altri insegnando a tutti la terrificante esperienza del dolore della perdita di chi si ama si può raggiungere la vera pace. Hinata Hyuga, che sta osservando il combattimento con il suo Byakugan, si dimostra molto preoccupata.                                         |                |                   |
| 166 | Confessioni 「告白」 - Kokuhaku | 24 giugno 2010 | 29 settembre 2012 |
| 166 | Hinata riporta alla mente la sua infanzia e l'incontro con Naruto e decide di intervenire nello scontro fra il capo di Alba e la forza portante. Naruto le intima di scappare, ma la ragazza resta e gli confessa il suo amore a lungo tenuto nascosto. Il Team Gai arriva alle porte del villaggio e, altrove, il gruppo di Shikamaru decide di dividersi in squadre di due elementi per cercare il corpo del vero Pain. Nel frattempo, Naruto, dopo che Hinata ha dichiarato il suo amore e la sua ammirazione per lui e dopo aver tentato di liberarlo, vedendo Pain ferire gravemente la ragazza di fronte ai suoi occhi e quando l'uomo con sadismo afferma beffardamente la sua concezione di pace, cieco di rabbia davanti a quell'atto di pura crudeltà e per la perdita di Hinata, rilascia il potere della Volpe a Nove Code. |                |                   |
| 167 | Chibaku Tensei 「地爆天星」 - Chibaku Tensei | 1º luglio 2010 | 30 settembre 2012 |
| 167 | Naruto scatena la forza della Volpe manifestando dapprima quattro code e poi sei. Si attiva, quindi, la tecnica sigillante contenuta nel ciondolo del Primo Hokage, ma la Volpe riesce a spezzarla ed a distruggere il pendente donato da Tsunade a Naruto. Intanto, Yamato, impegnato in una missione di ricerca di Kabuto assieme a Sai ed Anko Mitarashi, viene a sapere che Naruto ha spezzato la tecnica sigillante e si appresta a ritornare al villaggio notando il crescere delle code. Pain crea un piccolo satellite sospeso con il suo Chibaku Tensei ed intrappola Naruto, il quale rilascia altre due code per liberarsi arrivando ad otto, ad un passo dalla nona. Soggiogato dalla Volpe, Naruto sta per togliere il Sigillo Ottagonale all'interno del suo subconscio per ottenere tutto il potere del demone e liberarlo quando interviene, per fermarlo, il Quarto Hokage. |                |                   |
| 168 | Il Quarto Hokage 「四代目火影」 - Yondaime Hokage | 15 luglio 2010 | 30 settembre 2012 |
| 168 | Minato rivela a Naruto di essere suo padre e di avere sigillato metà del chakra del Novecode all'interno del ragazzo sedici anni prima, quando la Volpe attaccò il villaggio sotto l'influenza dello sharingan di Tobi. Dopo avere riattivato il sigillo di Naruto ottagonale, l'Hokage si congeda dal figlio riponendo la sua fiducia in lui, sicuro che il figlio troverà una soluzione e porterà la pace. Ripreso il controllo del proprio corpo, Naruto affronta il Mondo dei Deva e riesce a scoprire, trafiggendosi con uno dei ricettori di chakra di Pain tramite la modalità eremitica, la posizione di Nagato poco distante dal campo di battaglia. Distraendolo con la Tecnica Superiore della Moltiplicazione del Corpo, il ninja della Foglia riesce a colpire l'ultimo corpo di Pain, durante la fase di latenza (della durata di circa cinque secondi) dello Shinra Tensei, con il Rasengan. |                |                   |
| 169 | I due discepoli 「ふたりの弟子」 - Futari no deshi | 22 luglio 2010 | 6 ottobre 2012    |
| 169 | Sconfitto l'ultimo corpo di Pain, Naruto si dirige verso il luogo dove si trova Nagato. Intanto, Sakura cura Hinata e Katsuyu informa i ninja della Foglia della vittoria di Naruto. Inoichi Yamanaka, Shikaku Nara e Ko Hyuga raggiungono Naruto con l'intento di unirsi a lui, ma il ragazzo insiste nell'affrontare Nagato da solo, Shikaku sostiene Naruto che alla fine li convince a lasciarlo andare solo. Naruto raggiunge Nagato e, nonostante sia in preda alla collera e desideroso di vendetta, forte degli insegnamenti di Jiraiya, non attacca il ninja della Pioggia e gli chiede di raccontargli la sua storia prima di fare la sua mossa. Nagato accetta, stupito dalla forza di Naruto. |                |                   |
| 170 | Alla ricerca dell'eredità del Quarto Hokage (prima parte) 「大冒険! 四代目の遺産を探せ・前編」 - Daibōken! Yondaime no isan o sagase - Zenpen | 29 luglio 2010 | 7 ottobre 2012    |
| 170 | Il giorno prima della prova finale degli esami di selezione dei chunin, Naruto viene a sapere dell'eredità del Quarto Hokage e si mette sulle sue tracce per avere un vantaggio durante gli esami. Gai Maito gli fornisce una mappa che lo conduce ad una serie di prove, organizzate dal maestro, che il ragazzo si appresta ad affrontare assieme a Sakura ed al Team 10. Ricevuto un rotolo contenente delle istruzioni, i ragazzi superano con successo la prima prova, un ragno gigante. |                |                   |
| 171 | Alla ricerca dell'eredità del Quarto Hokage (seconda parte) 「大冒険! 四代目の遺産を探せ・後編」 - Daibōken! Yondaime no isan o sagase - Kōhen | 29 luglio 2010 | 13 ottobre 2012   |
| 171 | Superati altri due ostacoli, rispettivamente una trappola col gas ed un tranello ad una cascata, i Genin vengono attaccati da alcuni ninja della Pioggia esclusi dalle fasi finali degli esami di selezione dei chunin. Sasuke interviene per salvare gli altri sconfiggendo gli avversari col Mille Falchi. Giunti sul luogo dov'è custodita l'eredità, i ragazzi scoprono un messaggio nascosto, lasciato, in realtà, da Gai, che afferma che "non esistono scorciatoie lungo il cammino di un ninja". |                |                   |
| 172 | L'incontro 「出逢い」 - Deai | 5 agosto 2010  | 14 ottobre 2012   |
| 172 | Nagato ricorda i momenti di dolore che lo hanno fatto diventare l'uomo che è adesso. Quando era bambino, i suoi genitori vennero uccisi, per errore, da due ninja della Foglia ed egli, accecato dal dolore, attivò, per la prima volta, il Rinnegan col quale uccise i due. Rimasto solo al mondo, Nagato vagò per diverso tempo finché, sul punto di morire di fame non incontrò Konan e Yahiko, anch'essi orfani a causa della guerra. Yahiko sognava di diventare forte come un dio in modo da poter imporre la pace e riuscire a smettere di soffrire cosi, assistendo ad uno scontro fra Hanzo ed i tre Sannin della Foglia (Jiraya, Tsunade ed Orochimaru) che accidentalmente uccide il loro cagnolino, Nagato decide che il sogno del suo compagno sarebbe diventato anche il suo sogno. Consapevoli di non essere sufficientemente forti per realizzare i propri sogni, i tre orfani si mettono alla ricerca dei Sannin per farsi allenare, addentrandosi nel campo di battaglia della Terza Guerra. |                |                   |
| 173 | Le origini di Pain 「ペイン誕生」 - Pein tanjō | 12 agosto 2010 | 14 ottobre 2012   |
| 173 | Nagato prosegue il suo racconto. Trovati i Sannin, Jiraya decide di accettare la loro richiesta ed addestrarli, dopo poco tempo gli orfani vengono attaccati e, per salvare Yahiko, Nagato ricorre nuovamente al Rinnegan, il che convince Jiraiya ad allenare i ragazzi seriamente. Passati tre anni, il maestro lascia il Paese ritenendo i suoi allievi capaci di badare a loro stessi. Questi fondano un'organizzazione, il cui scopo è il raggiungimento della pace senza ricorrere alla violenza, e vengono contattati, con un pretesto, da Hanzo, il quale, con l'aiuto di Danzo, tende loro un'imboscata credendo che stessero pianificando un colpo di stato contro Konoha e far diventare Danzo Hokage. Hanzo mette Nagato davanti a un bivio: uccidere Yahiko e salvare Konan, oppure morire. Per salvare Konan, Yahiko si uccide gettandosi su un kunai in mano a Nagato, il quale, in preda alla rabbia, evoca la Statua Diabolica con cui uccide tutti i nemici ad eccezione di Hanzo che riesce a fuggire, a prezzo di rimanere per sempre collegato all'evocazione per mezzo di misteriose barre metalliche nere. Nagato afferma che la morte di Yahiko è stata la sua seconda causa di dolore, ovvero quella che ha fatto crollare tutte le sue certezze sul raggiungimento della pace. |                |                   |
| 174 | La storia di Naruto Uzumaki 「うずまきナルト物語」 - Uzumaki Naruto monogatari | 19 agosto 2010 | 20 ottobre 2012   |
| 174 | Terminato il suo racconto, Nagato chiede a Naruto che intenzioni abbia. Il ninja della Foglia afferma di credere negli insegnamenti del suo maestro e di voler risparmiare Nagato, nonostante provi odio nei suoi confronti. Egli cita, inoltre, una frase dal primo libro del loro maestro e Nagato ricorda le circostanze in cui lui stesso ha ispirato Jiraiya a scriverla. Ricordando che il suo nome proviene da quello del protagonista del libro, Naruto spiega che anch'egli ha sofferto, in passato, come Nagato, ma giura che non si lascerà piegare dal dolore come successo a Nagato. Quest'ultimo, convinto dal ragazzo a sperare nuovamente nella pace nel mondo dei shinobi, si appresta ad utilizzare la Tecnica della Trasmigrazione del Mondo Esteriore. |                |                   |
| 175 | L'eroe della Foglia 「木ノ葉の英雄」 - Konoha no eiyū | 26 agosto 2010 | 27 ottobre 2012   |
| 175 | Nagato riporta in vita tutti coloro che erano stati uccisi durante l'attacco e, così facendo, esaurisce il suo chakra e muore. Dopo avere recuperato i corpi di Nagato e Yahiko, Konan lascia il villaggio riponendo le sue speranze in Naruto. Dopo avere eretto un piccolo monumento alla memoria del suo maestro, Naruto ritorna alla Foglia dove, dopo anni di sofferenze ed isolamento, viene celebrato come un eroe da tutti gli abitanti del villaggio. |                |                   |

## DVD

### Giappone
Gli episodi dell'ottava stagione di Naruto: Shippuden sono stati distribuiti in Giappone anche tramite DVD, da ottobre 2010 a marzo 2011.
| N° | Data             | Dischi | Episodi          | Extra |
| -- | ---------------- | ------ | ---------------- | ----- |
| 1  | 6 ottobre 2010   | 1      | 152-155          | /     |
| 2  | 3 novembre 2010  | 1      | 156-159          | /     |
| 3  | 1º dicembre 2010 | 1      | 160-163          | /     |
| 4  | 12 gennaio 2011  | 1      | 164-167          | /     |
| 5  | 2 febbraio 2011  | 1      | 168-169, 172-173 | /     |
| 6  | 2 marzo 2011     | 1      | 174-175, 170-171 | /     |